# Торможение (физиология)
Торможение (в физиологии) — активный нервный процесс, в результате которого происходит ослабление или подавление процесса возбуждения. Обеспечивает (вместе с возбуждением) нормальную деятельность всех органов и организма в целом. Имеет охранительное значение (в первую очередь для нервных клеток коры головного мозга), защищая нервную систему от перевозбуждения, обеспечивает гомеостатическое равновесие организма с окружающей средой.
Торможение отличается от утомления, это активный процесс, который действует посредством специальных тормозных механизмов.

## История
Явление торможения было впервые описано братьями Вебер (1845 г.), которые обнаружили замедление ритмической деятельности сердца при раздражении периферического конца блуждающего нерва (вагусное торможение); в 1847             Л. Траубе исследовал торможение периодической активности дыхательного центра при раздражении центрального конца блуждающего нерва. 
Дальнейшие эксперименты по изучению значения торможения проводились И. М. Сеченовым, H. Е. Введенским,              Ч. Шеррингтоном, А. Ф. Самойловым, М., А. Киселевым, И. П. Павловым и др.
И. П. Павлов называл иррадиацию торможения по коре больших полушарий головного мозга «проклятым вопросом физиологии».

## Виды торможения
Различают периферическое и центральное торможение.

### Центральное торможение
Центральное торможение открыто в 1862 г. И. М. Сеченовым. В процессе опыта он удалил у лягушки головной мозг на уровне зрительных бугров и определял время сгибательного рефлекса. Затем на зрительные бугры (таламус) помещался кристалл соли в результате чего наблюдалось увеличение продолжительности времени рефлекса. Это наблюдение позволило И. М. Сеченову высказать мнение о явлении торможения в ЦНС, т. е. специальные центры в головном мозге лягушки оказывают тормозящие влияния на отражательную деятельность спинного мозга. Данный тип торможения называют сеченовским или центральным.  
Введенский объяснил результаты с позиции отрицательной индукции. Если в центральной нервной системе возникает возбуждение в определённом нервном центре, то вокруг очага возбуждения индуцируется торможение.
Ухтомский объяснил результаты с позиции доминанты. В зрительных буграх — доминанта возбуждения, которая подавляет действие спинного мозга.
Современное объяснение: при раздражении зрительных бугров возбуждается каудальный отдел ретикулярной формации. Эти нейроны возбуждают тормозные клетки спинного мозга (клетки Реншоу), которые тормозят активность альфа-мотонейронов спинного мозга.

### Механизмы и виды центрального торможения
Первичное торможение. Первичное торможение возникает в специальных тормозных клетках, примыкающих к тормозному нейрону. При этом тормозные нейроны выделяют соответствующие нейромедиаторы.
Виды первичного торможения:
- Постсинаптическое — основной вид первичного торможения, вызывается возбуждением клеток Реншоу и вставочных нейронов. При этом типе торможения происходит гиперполяризация постсинаптической мембраны, что и обуславливает торможение. Примеры первичного торможения:
  1. Возвратное — нейрон воздействует на клетку, которая, в ответ тормозит этот же нейрон.
  2. Реципрокное (сопряженное) — это взаимное торможение, при котором возбуждение одной группы нервных клеток обеспечивает торможение других клеток через вставочный нейрон (например, сгибание в коленном суставе провоцирует возбуждение в центре мышц-сгибателей (спинной мозг) и одновременно провоцирует торможение в нервном центре мышц-разгибателей (там же).[5]
  3. Латеральное — тормозная клетка тормозит расположенные рядом нейроны. Подобные явления развиваются между биполярными и ганглиозными клетками сетчатки, что создаёт условия для более четкого видения предмета.
  4. Возвратное облегчение — нейтрализация торможения нейрона при торможении тормозных клеток другими тормозными клетками.
- Пресинаптическое — возникает в обычных нейронах, связано с процессом возбуждения.

Вторичное торможение. Вторичное торможение не требует специальных тормозных структур, возникает в результате изменения функциональной активности обычных возбудимых структур, всегда связано с процессом возбуждения.
Виды вторичного торможения:
- Пессимальное торможение — это вторичное торможение, которое развивается в возбуждающих синапсах в результате сильной деполяризации постсинаптической мембраны под действием множественной импульсации.
- Торможение вслед за возбуждением возникает в обычных нейронах и также связано с процессом возбуждения. В конце акта возбуждения нейрона в нем может развиваться сильная следовая гиперполяризация. В то же время возбуждающий постсинаптический потенциал не может довести деполяризацию мембраны до критического уровня деполяризации, потенциалзависимые натриевые каналы не открываются и потенциал действия не возникает.

## Условное и безусловное торможение высшей нервной деятельности
Термины «условное» и «безусловное» торможение предложены И. П. Павловым.

### Условное торможение
Условное (или внутреннее, активное) торможение — форма торможения условного рефлекса, возникающее при неподкреплении условных раздражителей безусловными. Условное торможение является приобретённым свойством и вырабатывается в процессе онтогенеза. Именно условное торможение лежит в основе обучения, норм поведения в социуме, морали, которые основаны на способности управлять своими чувствами, воспитании сдержанности, т. е. способности управлять возбуждением посредством торможения.
Виды условного торможения:
- угасательное условное торможение (вырабатывается при неподкреплении ранее выработанного условного рефлекса)
- дифференцировочное условное торможение (вырабатывается различение сходных, но не одинаковых раздражителей, а также условный тормоз на комбинации)
- запаздывающее условное торможение (где раздражителем является время)

### Безусловное торможение[7]
Безусловное (или внешнее, пассивное) торможение — торможение условного рефлекса, возникающее под действием безусловных рефлексов, которые реагируют на раздражители находящиеся вне рефлекторной дуги тормозного процесса (например, ориентировочного рефлекса, посторонних запахов, звуков и других отвлекающих раздражителей). И. П. Павлов относил безусловное торможение к врождённым свойствам нервной системы.
Виды безусловного торможения:
- индукционное торможение (под воздействием внешних факторов)

- запредельное торможение (охранительная роль в организме)

Различные нервные и психические болезни И. П. Павлов объяснял перенапряжением нервной системы, которое приводит к срыву торможения (например, ослаблением тормозного процесса при неврастении; степенью разлитого коркового торможения при некоторых формах старческого слабоумия, неврозов и шизофрении и др.).

## Интересные феномены
Выделяют следующие разновидности внутреннего торможения: проактивное и ретроактивное. Например, изучение нового материала тормозится предыдущим (проактивное торможение) и наоборот, воспроизведение старого  материала тормозится последующим (ретроактивное торможение).